# تاکوتو کویاما
تاکوتو کویاما (انگلیسی: Takuto Koyama؛ زادهٔ ۲۷ دسامبر ۱۹۸۲) بازیکن فوتبال اهل ژاپن است.
از باشگاه‌هایی که در آن بازی کرده‌است می‌توان به باشگاه فوتبال جف یونایتد ایچیهارا چیبا اشاره کرد.